# Ordo missae

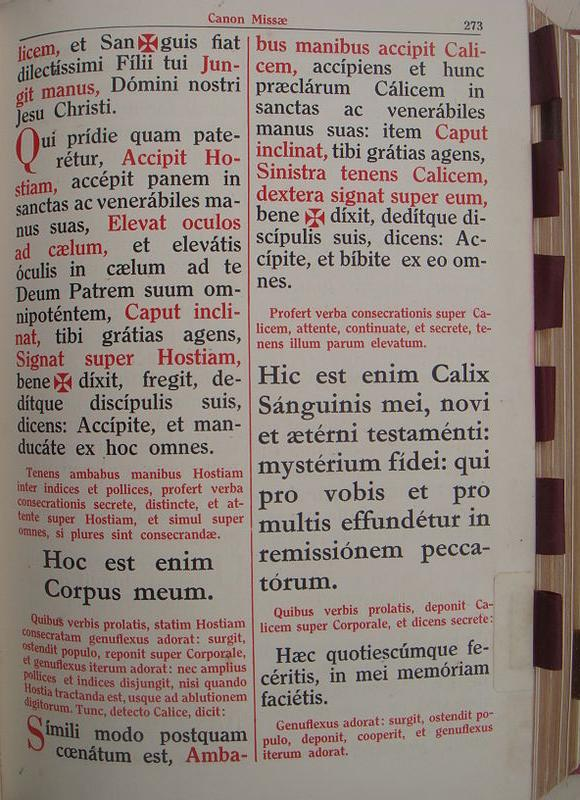
Die Wandlungsworte im Ordo missae des römischen Messbuchs von 1956

In der Messordnung, lateinisch Ordo missae, ist der Ablauf der heiligen Messe im römischen Ritus im Hinblick auf zu vollziehende Zeremonien und vorzutragende Texte festgelegt. Ordo Missae ist die ältere und heute amtliche Bezeichnung des Ordinarium Missae. In der authentischen Ausgabe des Messbuchs für das deutsche Sprachgebiet erscheint der Ordo Missae unter der Überschrift Die Feier der Gemeindemesse. Er findet seine nötige Ergänzung und Erklärung durch die Institutio Generalis Missalis Romani, die Allgemeine Einführung in das Römische Messbuch, die zur Unterstreichung ihrer normativen Bedeutung künftig Grundordnung des Römischen Messbuchs heißen soll.

## Geschichte

### Ordo Missaenach dem Konzil von Trient
Im Missale Romanum nach dem Konzil von Trient sind die Vorschriften zur Messfeier stets in mehreren einander ergänzenden Texten enthalten. Dies sind in der Hauptsache:
- der Ordo Missae (oder Ordinarium Missae), bis Mitte des 20. Jahrhunderts eine jüngere römische Version des sogenannten „rheinischen Typs“ (Incipit Sacerdos paratus, 11. Jahrhundert);
- der Ritus servandus in celebratione missae, der auf den päpstlichen Zeremonienmeister Johannes Burckard aus Straßburg (1450–1506) zurückgeht (2. Aufl. 1502).

Beide Texte vertreten nicht die klassische römische Liturgie der Spätantike und des Frühmittelalters, sondern gehen liturgiegeschichtlich auf die Gewohnheiten der Privatmesse zurück.
Das Missale Romanum ergänzende Bestimmungen für das Pontifikalamt fanden sich im Caeremoniale Episcoporum von 1600. In der feierlichen Bischofsmesse blieben die Traditionen der gemeinschaftlichen Messfeier der Kirche von Rom unverkürzter als bei der Privatmesse erhalten.
Eine generelle Neubearbeitung der Vorschriften zur Messfeier erfolgte Mitte des 20. Jahrhunderts mit dem unter Papst Pius XII. erarbeiteten, aber erst unter Papst Johannes XXIII. 1960 amtlich veröffentlichten Codex Rubricarum. Auf diesem beruht die Editio typica des römischen Messbuchs von 1962. In der Liturgiewissenschaft wird dieses daher der Liturgia Piana („Liturgie von 1962“) zugerechnet.

### Ordo Missaenach dem Zweiten Vatikanischen Konzil
Das Zweite Vatikanische Konzil beschloss:

„Der Meß-Ordo soll so überarbeitet werden, daß der eigentliche Sinn der einzelnen Teile und ihr wechselseitiger Zusammenhang deutlicher hervortreten und die fromme und tätige Teilnahme der Gläubigen erleichtert werde. Deshalb sollen die Riten unter treulicher Wahrung ihrer Substanz einfacher werden. Was im Lauf der Zeit verdoppelt oder weniger glücklich eingefügt wurde, soll wegfallen. Einiges dagegen, was durch die Ungunst der Zeit verlorengegangen ist, soll, soweit es angebracht oder nötig erscheint, nach der altehrwürdigen Norm der Väter wiederhergestellt werden.“

Unter Papst Paul VI. erschienen im Zuge der von diesem Konzil angeordneten Liturgiereform erneuerte Fassungen sowohl des Ordo Missae wie des Ritus servandus, die beide nacheinander die entsprechenden Texte des Missale von 1962, d. h. die sogenannte tridentinische Messe, ablösten und ersetzten.
1. Am 27. Januar 1965, also noch während des Konzils und als durch seine Liturgiekonstitution nötig gewordene Übergangsregelung kenntlich gemacht:
  - Ordo Missae. Ritus servandus in celebratione Missae. De defectibus in celebratione Missae occurentibus. Editio typica. Typis Polyglottis Vaticanis 1965.

Die darin enthaltene Neuordnung löste die Feier von Eröffnung und Wortgottesdienst vom Altar, gestattete unter anderem erstmals die Verwendung der Volkssprache (bis 1967 zunächst unter Ausnahme des Hochgebetes) und stellte es den Bischöfen und Priestern allgemein frei, versus populum, mit dem Gesicht zum Volk, zu zelebrieren.
2. Mit der apostolischen Konstitution Missale Romanum vom 3. April 1969 setzte Papst Paul VI. die definitive Fassungen des gemäß den Anordnungen des Konzils erneuerten Ordo missae und des zur Institutio Generalis Missalis Romani (Allgemeine Einführung in das Römische Messbuch) umgestalteten Ritus servandus in Kraft. Sie bilden die Grundlage für die ordentliche Form der Heiligen Messe im römischen Ritus.

#### Sonderformen
- Eine spezielle Abwandlung des im Zweiten Vatikanischen Konzil erneuerten Ordo Missae („Zairischer Messritus“) wurde für die Diözesen der Demokratischen Republik Kongo (vormals: Zaïre) entworfen und vom Vatikan gestattet.

- Das nach der Liturgiereform erneuerte Rituale Cisterciense des Zisterzienserritus (1998 herausgegeben) enthält weiterhin einige Eigenriten des Zisterzienserordens.

- Mit dem Motu proprio Summorum Pontificum erlaubte Papst Benedikt XVI. 2007 in gewissen Grenzen die Verwendung der Liturgie von 1962 als usus extraordinarius (besondere Art und Weise) der römischen Liturgie und legte die Umsetzung seiner Neuregelung in die Hände der Bischöfe sowie der päpstlichen Kommission Ecclesia Dei. Mit der am 19. Januar 2019 durch  Papst Franziskus verfügten Auflösung dieser Kommission wurden ihre Aufgaben unmittelbar auf die Kongregation für die Glaubenslehre übertragen. Am 16. Juli 2021 verschärfte Papst Franziskus durch das Motu proprio Traditionis custodes die Grenzen die Verwendung der Liturgie von 1962 und verfügte, dass sie nur noch mit Erlaubnis des Ortsbischofs gefeiert werden darf.[1]

- Eine weitere genehmigte Sonderform der römisch-katholischen Messfeier enthält das Messbuch Divine Worship: The Missal von 2015 für die Gemeinden der Personalordinariate des so genannten Pastoral Provision („anglican use“).